# Clotildis van Lamsweerde
Clotildis Alexandrina Maria Cornelia barones van Lamsweerde (Arnhem, 24 maart 1848 – aldaar, 30 november 1913) was een Nederlands kloosterling en schilder.

## Leven en werk
Clotildis van Lamsweerde, telg uit het geslacht Van Lamsweerde, was het achtste kind van mr. Alexander Fredericus Ernestus Martinus baron van Lamsweerde (1802-1864), grootgrondbezitter, en Carolina Maximiliana Maria Theodora Susanna barones van Laer van Hoenlo (1811-1864). Clotildis sloot zich net als haar jongere zuster Augusta Th.M.(1849-1889) aan bij de congregatie van de zusters van Sacré-Coeur. De congregatie, in 1801 opgericht door Madeleine-Sophie Barat, zette zich in voor opvoeding van en onderwijs aan meisjes.

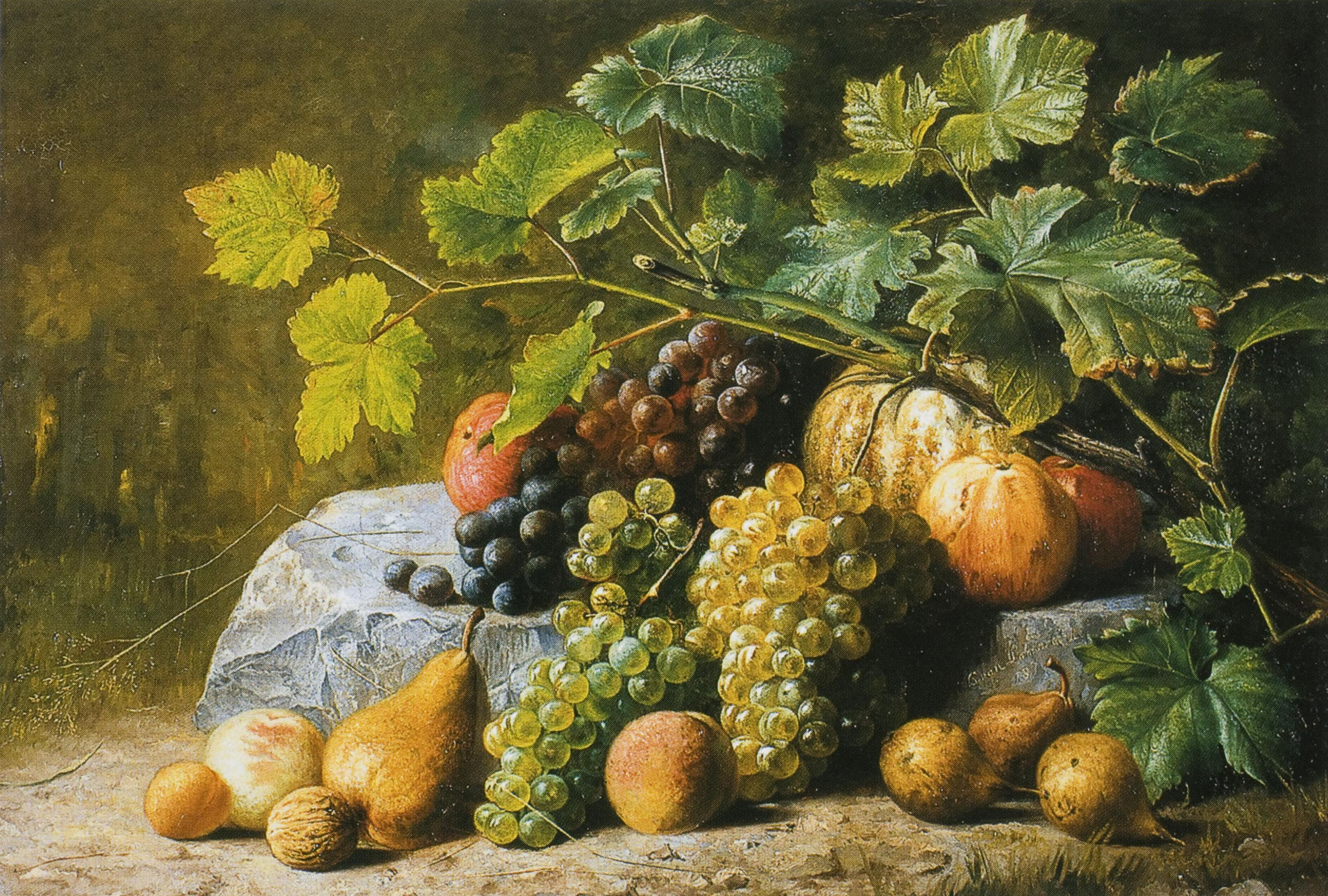
Vruchtenstilleven met druiven en peren (1871)

Pieter A. Scheen vermeldt Van Lamsweerde in zijn lexicon als "zéér verdienstelijke schilderes van stillevens". Ze nam in 1875 met twee schilderijen deel aan een tentoonstelling van Levende Meesters in Arnhem, die werd georganiseerd door Artibus Sacrum. De Arnhemsche Courant schreef over haar bijdrage: "Mej. C. van Lamsweerde toonde zich meesteres in dit genre dat vooral voor de arnhemsche kunstenaressen zoo groote aantrekkelijkheid schijnt te bezite. Haar doode haan, maar vooral haar doek onder no. 147 ten toon gesteld, munten uit door waarheid en correctheid van teekening."
Van Lamsweerde overleed op 65-jarige leeftijd. Ze werd begraven op Moscowa en was de eerste die werd bijgezet in een grafkelder van zusters van Sacré-Coeur.